# Актогайський рудник
Актогайський рудник — виробничий комплекс концерну «Казахмис»), який звели для розробки мідно-порфірового родовища Актогай, що знаходиться на південному сході Казахстану у Актогайському районі, за шість десятків кілометрів від східного завершення озера Балхаш.
Виробництво стартувало у грудні 2015-го із оксидної руди, при цьому за 2016-й видобули 16 млн тонн руди та виплавили 18 тисяч тонн катодної міді. На початку 2017-го стартувала розробка сульфідних покладів із випуском на збагачувальній фабриці мідного концентрату. Загальна проєктна потужність першої черги рудника становить 37 млн тонн на рік, з них 12 млн тонн оксидної та 25 млн тонн сульфідної руди.
У 2021-му випуск продукції в перерахунку на мідь зріс до 138 тисяч тонн, при цьому наприкінці 2021-го стала до ладу друга черга, яка збільшила потужність рудника по сульфідній руді до 50 млн тонн на рік. Як наслідок, планувалось збільшити річний випуск міді до 170 тисяч тонн.
Водопостачання відбувається за рахунок підземних вод із свердловин, при цьому збагачувальна фабрика забезпечує повторне використання 70—80 % води. Електропостачання забезпечує Карагандинська ТЕС.
Вивозять концентрат залізницею до кордону з Китаєм. Також він може спрямовуватись на належні «Казахмису» Балхаський металургійний завод та Жезказганський мідеплавильний завод.
Плановий строк роботи рудника — 25 років.